# Evarcha petrae
Evarcha petrae är en spindelart som beskrevs av Prószynski 1992. Evarcha petrae ingår i släktet Evarcha och familjen hoppspindlar. Inga underarter finns listade i Catalogue of Life.